# 그레이브 인카운터 2
《그레이브 인카운터 2》(Grave Encounters 2)는 2012년 공개된 공포 영화이다.

## 출연

### 주연
- 리즈 알렉산더
- 리처드 하몬
- 스테파니 베넷

### 조연
- 제프리 보우어-챕맨
- 숀 C. 필립스
- 찰리 커

## 기타
- 특수효과: 폴 벤자민